# Джунта
Джу́нта (итал. giunta) — исполнительный орган в Италии.
На общегосударственном уровне джунты формируются в палатах парламента по тематическому принципу и решают частные вопросы, например, о регламенте, выборах, депутатской неприкосновенности (аналоги комиссий).
В местном самоуправлении джунты в соответствии с территориальным принципом их организации делятся на:
- джунты областей;
- джунты провинций;
- джунты коммун.

При этом поддерживается административная иерархия: решения, принимаемые нижестоящими джунтами подлежат утверждению вышестоящими.
Орган является выборным: в джунту избираются представители муниципального совета, срок полномочий — 4 года. Он подотчетен совету, которому докладывает о текущей деятельности на каждом заседании.
Джунты коммун возглавляются синдиком, провинций и областей — президентом муниципального совета.